# Marcella Liburd
Dame Marcella Liburd, née le 10 juillet 1953 à Basseterre, est une femme politique christophienne. Elle est gouverneur général de Saint-Christophe-et-Niévès depuis le 1er février 2023.

## Biographie
Enseignante puis avocate, Marcella Liburd devient secrétaire du Parti travailliste en 1997 puis, en décembre 2004, elle est la première femme à occuper le poste de présidente de l'Assemblée nationale.
À partir de 2011, elle est ministre de la Santé, des Services sociaux, du Développement communautaire et de la Culture. La même année, elle est présente dans une exposition promue par divers départements du gouvernement de Saint-Christophe-et-Niévès pour mettre en avant les réalisations de femmes de premier plan. En mars 2013, elle assure brièvement l'intérim du Premier ministre Denzil Douglas, en déplacement au Venezuela pour les obsèques d'Hugo Chávez.
De 2013 à 2015, elle est présidente du Parti travailliste, la première femme dans l'histoire de ce parti fondé en 1932.
Le 1er février 2023, elle est investie gouverneure générale de Saint-Christophe-et-Niévès. À cette fonction, en mai 2023, elle mène la délégation christophienne à la cérémonie de couronnement de Charles III, roi de Saint-Christophe-et-Niévès, du Royaume-Uni et des autres royaumes du Commonwealth, aux côtés notamment du Premier ministre, Terrance Drew, du Premier ministre de Niévès, Mark Brantley (en), et du ministre des Affaires étrangères, Denzil Douglas.

## Décorations
- Dame grand-croix de l'ordre de Saint-Michel et Saint-Georges (GCMG) en 2023[4].